# Chromacilla emini
Chromacilla emini là một loài bọ cánh cứng trong họ Cerambycidae.